# فرانسوا إيفال
فرانسوا إيفال (بالفرنسية: François Ewald)‏ هو مؤرخ وفيلسوف فرنسي، ولد في 29 أبريل 1946 في بولون-بيانكور في فرنسا.